# Сукоб код рудника Белаћевац
Сукоб код рудника Белаћевац (алб. Beteja e Bardhit të Madh) односи се на сукобе најпре 22. јуна када је ОВК заузела рудник и 30. јуна 1998. када га је српска полиција ослободила.

## Заузимање рудника
ОВК је 22. јуна заузела рудник од југословенских снага, и заробила је осморицу рудара: Душана Ађанчића, Перу Ађанчића, Зорана Ађанчића, Мирка Буху, Филипа Гојковића, Драгана Вукмировића, Србољуба Савића и Мирка Трифуновића, као и Божидара Лемпића који није био радник рудника. Један од радника, Небојша Јанковић, је тврдио да су затвореници били погубљени.
Међу нападачима је био Менсур Касуми, који је касније именован за заменика министра унутрашњих послова на Косову, и Ариф „Мујо“ Краснићи, који је учествовао у заробљавању Јарка Спасића 14. маја.
Ослободилачка војска Косова је користила рудник као базу за своје операције, и ометала је југословенску страну слањем дневних патрола у оближња села.

## Ослобађање рудника
Ујутро 30. јуна, српска полиција је покренула офанзиву у том делу Косова, и док су се неки терористи повукли, преостали су у зградама рудника отворили паљбу на полицију око 14.00 поподне. Полицијске снаге су уз помоћ више од 150 војних возила, укључујући и хеликоптере, тенкове и артиљерију, повратиле контролу над рудником Белаћевац, при чему су натерали већину снага Ослободилачке војске Косова на повлачење.
Након поновног заузимања рудника, у области скоро да и није било цивила.

## Последице
Године 1999, српске снаге су се повукле из рудника, након чега су га преузеле снаге ОВК. Једанаест година након битке, Удружење породица киднапованих и несталих рудара у Белаћевцу су повели демонстрације у региону, тражећи одговоре о судбини радника које је ОВК заробила приликом заузимања рудника. У септембру 2010. године су у околини села Жиливоде почела испитивања земљишта пошто се сматра да се ту налази масовна гробница, у којој се можда налазе и тела убијених рудара.

## Референци
1. 1 2 3  The Independent , 30. јун 1998.
2. ↑  „РТС: Једанаест година од нестанка белаћевачких рудара, 22. јун 2009.”. Приступљено 25. 4. 2013.
3. 1 2  Human Rights Watch, "Humanitarian Law Violations in Kosovo", 1998. pp. 81.
4. ↑  Walker, Tom. The Times, "Guerrillas in Kosovo 'killed mine hostages", 2. јул 1998.
5. 1 2  Serbianna, „”. Архивирано из оригинала 27. 03. 2009. г. Приступљено 25. 4. 2013.
6. ↑  Hellenic Resources Network,  Архивирано на веб-сајту  (5. јун 2011), 30. јун 1998.
7. ↑  Radio Free Europe,  Архивирано на веб-сајту  (14. март 2012), 30. јун 1998.
8. ↑  National Public Radio,  Архивирано на веб-сајту  (5. март 2016), 1. јул 1998.
9. ↑  Hughes, Candice. Associated Press, "KLA captures Mine, Hostages near Pristina", 13. јун 1998.
10. ↑  Radio Srbija,  Архивирано на веб-сајту  (7. новембар 2009), 22. јун 2009.
11. ↑  „РТС: Почело ископавање у Белаћевцу”. Приступљено 25. 4. 2013.